# Peter Louis
Peter Joseph Louis (* 2. Februar 1886 in Rüngsdorf; † 16. Oktober 1956 in Köln) war ein deutscher katholischer Priester, Verbandsseelsorger und Publizist.

## Leben
Peter Louis war der Sohn eines Eisenbahndirektors. Er besuchte die höheren Schulen in Heinsberg und Rheinbach und legte 1905 in Münstereifel das Abitur ab. Danach studierte er an der Universität Bonn katholische Theologie. Nach der Priesterweihe 1910 in Köln und der Promotion zum Dr. theol. bei Nikolaus Hilling und Heinrich Schrörs 1918 war Louis Religionslehrer in Neuss, 1917 wurde er Generalsekretär, 1920 Direktor des Franziskus-Xaverius-Vereins in Aachen, 1925 war er Gründer und erster Generalprokurator des St.-Ansgarius-Glaubenswerks für die nordische Kirche. 1928 wurde er Generalpräses der Erzbruderschaft vom Heiligen Sebastianus, des späteren Zentralverbandes der historischen deutschen Schützenbruderschaften; er begründete die Zeitschrift Der Schützenbruder. Von 1926 bis 1940 und von 1945 bis 1956 war er Pfarrer in Leverkusen-Bürrig. 1942/43 saß er im Gestapo-Gefängnis in München. 

## Schriften (Auswahl)
- Die Vorstufen der erzbischöflichen Wahlkapitulationen zu Köln im 14. Jahrhundert. Aachen 1918 (Dissertation), OCLC 246345449.
- Euntes docete. Predigten, Vorträge und Reden über das Werk der Glaubensverbreitung. Aachen 1918, OCLC 251340151.
- Eine Erstkommunion im Urwald. Nach einem alten Missionsbericht erzählt. Xaverius Verlag, Aachen 1920
  - 2. Auflage: Angelina und die Urwaldtiere. Nach einem alten Missionsbericht. Bachem, Köln 1940
  - 3. Auflage: Christus im Urwald. Ein Jugendbuch.  Butzon & Bercker, Kevelaer 1953
- Der Beruf zur Mission. Ratgeber. Aachen 1921, OCLC 462802225.
- Katholische Missionskunde. Ein Studienbuch zur Einführung in das Missionswerk der katholischen Kirche. Aachen 1925, OCLC 25418463.
- Der Christ und sein Sonntag. Ursprung und Geschichte. Wesen und Werk. Segen und Ziel des Herrentages. Würzburg 1950, OCLC 313967924.
- (Hrsg.): Der Sonntag der Frohen. Ein Festbuch sonntäglicher Gedichte und Erzählungen. Echter, Würzburg 1955, OCLC 73546186.